# 18 tháng 9
Ngày 18 tháng 9 là ngày thứ 261 (262 trong năm nhuận) trong lịch Gregory. Còn 104 ngày trong năm.

## Sự kiện
- 96 – Sau khi Hoàng đế Domitianus bị ám sát, Thượng viện La Mã bổ nhiệm Nerva để kế vị.
- 324 – Constantinus Đại đế đánh bại Licinius trong Trận Chrysopolis, đưa Constantinus trở thành người nắm quyền lực duy nhất của Đế quốc La Mã.
- 1066 – Vua Na Uy Harald Hardrada đặt chân lên bãi biển Scarborough và bắt đầu cuộc xâm lược Anh.
- 1180 – Philip Augustus lên ngôi vua tại Pháp.
- 1454 – Trận Chojnice trong Chiến tranh Mười ba năm, quân Ba Lan bị quân Teuton đánh bại.
- 1502 – Cristoforo Colombo đặt chân lên Honduras trong chuyến du hành thứ tư và cũng là cuối cùng của ông.
- 1618 – Baktun thứ mười hai trong hệ thống lịch đếm ngày dài của người Maya bắt đầu.
- 1635 – Hoàng đế La Mã Thần thánh Ferdinand II của Áo tuyên chiến với Pháp.
- 1679 – New Hampshire trở thành một hạt của khu Thuộc địa Vịnh Massachusetts.
- 1714 – George I, vua Hannover đầu tiên, tới Vương quốc Anh sau khi lên ngôi vào ngày 1 tháng 8 cùng năm.
- 1739 – Hiệp ước Belgrade được ki kết, sáp nhập Beograd vào Đế quốc Ottoman.
- 1759 – Chiến tranh Bảy năm: Quân Anh chiếm được thành phố Québec.
- 1793 – Viên đá móng đầu tiên của tòa nhà Capitol được đặt bởi George Washington.
- 1809 – Nhà hát opera Hoàng gia ở Luân Đôn mở cửa.
- 1810 – Chính phủ Junta đầu tiên ở Chile. Mặc dù chỉ cai quản quốc gia vì sự vắng mặt của vua Tây Ban Nha, đây thực tế vẫn là bước đầu của công cuộc giải phóng khỏi và ngày nay được coi là ngày độc lập của Chile.
- 1812 – Vụ hỏa hoạn tại Moskva vào năm 1812 chấm dứt sau khi phá hủy ba phần tư thành phố. Napoleon thoát khỏi vụ hỏa hoạn này và trở lại Điện Kremli từ Điện Petrovsky.
- 1850 – Quốc hội Hoa Kỳ thông qua Đạo luật nô lệ bỏ trốn (1850).
- 1851 – The New York Times, nhật báo thành phố lớn nhất ở Hoa Kỳ, xuất bản số đầu tiên.
- 1872 – Vua Oscar II lên ngôi vua của Thụy Điển–Na Uy.
- 1873 – Khủng hoảng 1873: Ngân hàng của Hoa Kỳ Jay Cooke & Company tuyên bố phá sản, gây ra một chuỗi các ngân hàng phá sản theo.
- 1906 – Một cơn bão nhiệt đới kèm sóng thần giết chết khoảng 10.000 người ở Hồng Kông.
- 1910 – Tại Amsterdam, 25.000 người biểu tình đòi quyền bầu cử chung.
- 1911 – Thủ tướng Đế quốc Nga Pyotr Stolypin thiệt mạng do bị ám sát tại Nhà hát Opera Kiev.
- 1931 – Lấy lý do thành viên quân đội Trung Quốc phá hoại đường sát Nam Mãn, quân đội Nhật Bản phát động tiến công quân đồn trú của Trung Quốc tại Thẩm Dương.
- 1914 – Chiến tranh thế giới thứ nhất: Quân Nam Phi đổ bộ vào Tây Nam Phi thuộc Đức.
- 1919 – Hà Lan trao quyền bầu cử cho phụ nữ.
- 1922 – Hungary gia nhập Hội Quốc Liên.
- 1927 – Kênh Columbia Broadcasting System lần đầu lên sóng.
- 1928 – Juan de la Cierva thực hiện chuyến bay đầu tiên qua Eo biển Manche bằng máy bay lên thẳng autogiro.
- 1931 – Sự kiện Phụng Thiên tạo cớ để Nhật Bản xâm lược và chiếm đóng Mãn Châu.
- 1934 – Liên Xô gia nhập Hội Quốc Liên.
- 1939 – Chiến tranh thế giới thứ hai: Chính phủ Ba Lan của Ignacy Mościcki trốn chạy sang România.
- 1940 – Tàu của Anh SS City of Benares bị đánh chìm bởi tàu ngầm U-48 của Đức; trong số những người tử nạn có 77 trẻ em tị nạn.
- 1943 – Chiến tranh thế giới thứ hai: Thảm sát người Do Thái ở Minsk diễn ra tại Sobibór.
- 1943 – Chiến tranh thế giới thứ hai: Adolf Hitler ra lệnh trục xuất người Do Thái Đan Mạch.
- 1944 – Chiến tranh thế giới thứ hai: Tàu ngầm của Anh HMS Tradewind bắn ngư lôi vào tàu Jun'yō Maru của quân Nhật khiến 5.600 người chết.
- 1945 – Tướng Douglas MacArthur chuyển sở chỉ huy tới Tokyo.
- 1947 – Không quân Hoa Kỳ trở thành một nhánh độc lập của Quân đội Hoa Kỳ.
- 1947 – Hội đồng An ninh Quốc gia Hoa Kỳ và Cục Tình báo Trung ương được thành lập tại Hoa Kỳ theo Đạo luật An ninh Quốc gia.
- 1947 – Bộ Chiến tranh Hoa Kỳ giải thể sau 159 năm tồn tại.
- 1948 – Cuộc nổi dậy cộng sản tại Madiun, Đông Ấn Hà Lan.
- 1948 – Margaret Chase Smith của bang Maine trở thành phụ nữ đầu tiên được bầu vào Thượng viện Hoa Kỳ khi nhiệm kỳ của một nghị sĩ khác chưa kết thúc, sau khi bà đánh bại đối thủ của đảng Dân chủ Adrian Scolten.

1950—— Chiến tranh Đông Dương:Quân Việt Minh giành chiến thắng trận Đông Khê trong chiến dịch biên giới
- 1953 – Nguyên mẫu máy bay tiêm kích phản lực MiG-19 của Liên Xô thực hiện chuyến bay thử nghiệm đầu tiên.
- 1960 – Fidel Castro tới New York với tư cách trưởng phái đoàn Cuba tại Liên Hợp Quốc.
- 1961 – Trên đường đàm phán ngừng bắn giữa lính Katanga của Cộng hòa Dân chủ Congo và Liên Hợp Quốc, máy bay chở Tổng Thư ký Liên Hợp Quốc Dag Hammarskjöld rơi không rõ nguyên nhân gần Ndola ở Bắc Rhodesia, làm thiệt mạng ông và 15 người khác trên máy bay.
- 1961 – NAFC và CCCF sáp nhập thành CONCACAF.
- 1962 – Burundi, Jamaica, Rwanda và Trinidad và Tobago gia nhập Liên Hợp Quốc.
- 1964 – Konstantinos II của Hy Lạp cưới Công chúa Đan Mạch Anne-Marie.
- 1964 – Chiến tranh Việt Nam: Quân đội Nhân dân Việt Nam bắt đầu xâm nhập Việt Nam Cộng hòa.
- 1973 – Bahamas, Đông Đức, Tây Đức chính thức gia nhập Liên Hợp Quốc.
- 1974 – Bão Fifi đổ bộ vào Honduras với sức gió 110 km/h, gây thiệt mạng cho 5.000 người.
- 1977 – Voyager I chụp bức ảnh Trái Đất và Mặt trăng cùng nhau lần đầu tiên.
- 1980 – Soyuz 38 trở hai phi hành gia (trong đó có một người Cuba) lên trạm vũ trụ Salyut 6.
- 1982 – Lực lượng dân quân Kitô giáo tiêu diệt 600 người Palestine tại Liban.
- 1987 – Jerzy Kukuczka trở thành nhà leo núi thứ hai chinh phục cả 14 đỉnh núi cao trên 8.000 mét.
- 1988 – các cuộc nổi dậy của phe dân chủ kết thúc tại Myanmar sau cuộc đảo chính quân sự đẫm máu của Hội đồng Hòa bình và Phát triển Liên bang. Hàng ngàn người, hầu hết là các nhà sư và dân thường (chủ yếu là học sinh sinh viên), bị giết hại bởi Tatmadaw.
- 1990 – Liechtenstein trở thành thành viên Liên Hợp Quốc.
- 1991 – Nam Tư bắt đầu phong tỏa hàng hải bảy thành phố cảng biển Adriatic.
- 1997 – Nhân vật quyền lực của giới truyền thông Mỹ Ted Turner tài trợ 1 tỉ đôla cho Liên Hợp Quốc.
- 1997 – Al-Qaeda tiến hành vụ tấn công khủng bố tại Mostar, Bosnia và Herzegovina.
- 2007 – Pervez Musharraf thông báo sẽ từ chức thống lĩnh quân sự và khôi phục các quy tắc dân sự cho Pakistan, nhưng chỉ khi ông tái đắc cử tổng thống.
- 2007 – Các phật tử tham gia phản đối chống chính phủ tại Myanmar hay còn gọi là cuộc Cách mạng Hoa nghệ tây.
- 2011 – Động đất Sikkim 2011 gây ảnh hưởng tới Ấn Độ, Nepal, Bhutan, Bangladesh và miền nam Tây Tạng.
- 2014 – Số cử tri bỏ phiếu chống chiếm đa số trong cuộc trưng cầu dân ý cho việc Scotland tách khỏi Vương quốc Anh.

## Sinh
- 53 – Traianus, hoàng đế La Mã (m. 117)
- 1344 – Marie của Pháp (m. 1404)
- 1434 – Leonor của Bồ Đào Nha (m. 1467)
- 1554 – Haydar Mirza Safavi (m. 1576)
- 1676 – Eberhard Ludvig, Công tước Württemberg (m. 1733)
- 1709 – Samuel Johnson, nhà soạn từ điển và nhà thơ người Anh (m. 1784)
- 1711 – Ignaz Holzbauer, nhà soạn nhạc và nhà giáo người Áo (m. 1783)
- 1733 – George Read, luật sư và chính trị gia Hoa Kỳ, thống đốc bang Delaware thứ ba (m. 1798)
- 1752 – Adrien-Marie Legendre, nhà toán học và thần học Pháp (m. 1833)
- 1765 – Giáo hoàng Grêgôriô XVI (m. 1846)
- 1786 – Christian VIII của Đan Mạch (m. 1848)
- 1786 – Justinus Kerner, nhà thơ và tác giả người Đức (m. 1862)
- 1819 – Léon Foucault, nhà vật lý và viện sĩ người Pháp (m. 1868)
- 1830 – Nguyễn Phúc Miên Thanh, tước phong Trấn Biên Quận công, hoàng tử con vua Minh Mạng (m. 1877)
- 1837 – Aires de Ornelas e Vasconcelos, tổng giám mục Bồ Đào Nha (m. 1880)
- 1858 – Kate Booth, sĩ quan Cứu Thế Quân người Anh (m. 1955)
- 1859 – John L. Bates, luật sư và chính trị gia Hoa Kỳ, thống đốc Massachusetts thứ 41 (m. 1946)
- 1876 – James Scullin, nhà báo và chính trị gia người Úc, thủ tướng Úc thứ 9 (m. 1953)
- 1895 – John Diefenbaker, luật sư và chính trị gia người Canada, thủ tướng Canada thứ 13 (m. 1979)
- 1895 – Tanabe Tomoji, nhân vật sống trên 110 tuổi người Nhật (m. 2009)
- 1900 – Seewoosagur Ramgoolam, nhà từ thiện và chính trị gia người Mauritius, thủ tướng Mauritius đầu tiên (m. 1985)
- 1905 – Eddie "Rochester" Anderson, diễn viên và ca sĩ người Mỹ (m. 1977)
- 1905 – Agnes de Mille, vũ công và biên đạo múa người Mỹ (m. 1993)
- 1905 – Greta Garbo, nữ diễn viên và ca sĩ người Mỹ gốc Thụy Điển (m. 1990)
- 1906 – Julio Rosales, hồng y người Philippines (m. 1983)
- 1907 – Edwin McMillan, nhà vật lý và hóa học người Mỹ, người đoạt Giải Nobel hóa học (m. 1991)
- 1908 – Viktor Hambardzumyan, nhà vật lý thiên văn, nhà thiên văn học và viện sĩ người Armenia sinh tại Gruzia (m. 1996)
- 1910 – Joseph F. Enright, thuyền trưởng người Mỹ (m. 2000)
- 1917 – Francis Parker Yockey, luật sư và triết gia Hoa Kỳ (m. 1960)
- 1923 – Hoàng hậu Ana của România
- 1939 – Jorge Sampaio, luật sư và chính trị gia Bồ Đào Nha, Tổng thống Bồ Đào Nha thứ 18
- 1941 – Bobby Tambling, cầu thủ và huấn luyện viên bóng đá người Anh
- 1942 – Alex Stepney, cầu thủ và huấn luyện viên bóng đá người Anh
- 1942 – Wolfgang Schäuble, chính trị gia người Đức
- 1944 – Kunieda Tsuyoshi, cầu thủ bóng đá Nhật Bản
- 1945 – John McAfee, người viết chương trình máy tính Hoa Kỳ sinh tại Scotland, người sáng lập ra McAfee
- 1949 – Peter Shilton, cầu thủ bóng đá và huấn luyện viên người Anh
- 1949 – Lâm Thị Mỹ Dạ, nhà thơ người Việt Nam
- 1953 – Mochizuki Toyohito, cầu thủ bóng đá Nhật Bản
- 1961 – James Gandolfini, diễn viên người Mỹ (m. 2013)
- 1963 – Dan Povenmire, đạo diễn, nhà văn, nhà viết kịch bản người Mỹ
- 1967 – Ihara Masami, cầu thủ bóng đá Nhật Bản
- 1971 – Lance Armstrong, vận động viên xe đạp người Mỹ
- 1973 – Mark Shuttleworth, doanh nhân Nam Phi-Anh, người thành lập ra Canonical Ltd.
- 1973 – Aitor Karanka, cầu thủ bóng đá và huấn luyện viên người Tây Ban Nha
- 1974 – Xzibit, rapper Mỹ
- 1974 – Sol Campbell, cầu thủ bóng đá và chính trị gia người Anh
- 1976 – Ronaldo, cầu thủ bóng đá Brasil
- 1977 – Lý Thiết, cầu thủ bóng đá và huấn luyện viên người Trung Quốc
- 1978 – Pilar López de Ayala, nữ diễn viên người Tây Ban Nha
- 1979 – Daniel Aranzubia, cầu thủ bóng đá Tây Ban Nha
- 1981 – Jennifer Tisdale, diễn viên và ca sĩ người Mỹ
- 1981 – Han Ye-seul, diễn viên người Hàn Quốc
- 1982 – Alessandro Cibocchi, cầu thủ bóng đá Ý
- 1983 – Tùng Dương, ca sĩ Việt Nam
- 1983 – Kevin Doyle, cầu thủ bóng đá Ireland
- 1983 – Kurihara Yuzo, cầu thủ bóng đá Nhật Bản
- 1986 – Renaud Lavillenie, vận động viên nhảy sào người Pháp
- 1988 – Arizona Muse, người mẫu Mỹ
- 1990 – Lewis Holtby, cầu thủ bóng đá người Đức
- 1992 – Amber Liu, ca sĩ người Hàn Quốc (f(x))
- 1994 – Ibrahima M'baye, cầu thủ bóng đá người Sénégal
- 1995 – Max Meyer, cầu thủ bóng đá Đức
- 1998 – Christian Pulisic, cầu thủ bóng đá người Mỹ

## Mất
- 96 – Domitianus, hoàng đế La Mã (sinh 51)
- 1180 – Louis VII của Pháp (sinh 1120)
- 1598 – Toyotomi Hideyoshi, daimyo Nhật Bản
- 1783 – Leonhard Euler, nhà toán học và nhà vật lý người Thụy Sĩ
- 1896 – Hippolyte Fizeau, nhà vật lý Pháp
- 1911 – Pyotr Stolypin, luật sư và chính khách Nga, thủ tướng Nga thứ ba
- 1922 – Nguyễn Phúc Hồng Tố, tước phong Hoằng Trị vương, hoàng tử con vua Thiệu Trị nhà Nguyễn (s. 1834)
- 1961 - Dag Hammarskjöld, cựu tổng thư ký Liên Hợp Quốc
- 1967 – John Cockcroft, nhà vật lý Anh, người nhận Giải Nobel Vật lý
- 1970 – Jimi Hendrix, ca sĩ Mỹ (The Jimi Hendrix Experience và Jimmy James and the Blue Flames)
- 1995 – Nhạc sĩ Trúc Phương (s.1933)
- 2013 – Marcel Reich-Ranicki, nhà phê bình Đức gốc Ba Lan
- 2016 – Minh Thuận, ca sĩ kiêm diễn viên điện ảnh Việt Nam